# Thalassema malakhovi
Thalassema malakhovi is een lepelworm uit de familie Thalassematidae.
De wetenschappelijke naam van de soort werd in 1992 gepubliceerd door D.V. Popkov.